# Saint-Sérotin
Saint-Sérotin és un municipi francès, situat al departament del Yonne i a la regió de Borgonya - Franc Comtat. L'any 2007 tenia 514 habitants.

## Demografia

### Població
El 2007 la població de fet de Saint-Sérotin era de 514 persones. Hi havia 199 famílies, de les quals 42 eren unipersonals (21 homes vivint sols i 21 dones vivint soles), 62 parelles sense fills, 74 parelles amb fills i 21 famílies monoparentals amb fills.
La població ha evolucionat segons el següent gràfic:
Habitants censats

### Habitatges
El 2007 hi havia 270 habitatges, 194 eren l'habitatge principal de la família, 60 eren segones residències i 16 estaven desocupats. 267 eren cases i 3 eren apartaments. Dels 194 habitatges principals, 175 estaven ocupats pels seus propietaris, 16 estaven llogats i ocupats pels llogaters i 2 estaven cedits a títol gratuït; 10 tenien dues cambres, 38 en tenien tres, 53 en tenien quatre i 92 en tenien cinc o més. 159 habitatges disposaven pel capbaix d'una plaça de pàrquing. A 86 habitatges hi havia un automòbil i a 99 n'hi havia dos o més.

### Piràmide de població
La piràmide de població per edats i sexe el 2009 era:
| Homes | Edats   | Dones |
| ----- | ------- | ----- |
| 0     | 95 o +  | 0     |
| 0     | 90 a 94 | 0     |
| 0     | 85 a 89 | 4     |
| 0     | 80 a 84 | 0     |
| 8     | 75 a 79 | 12    |
| 12    | 70 a 74 | 12    |
| 12    | 65 a 69 | 0     |
| 8     | 60 a 64 | 16    |
| 8     | 55 a 59 | 16    |
| 32    | 50 a 54 | 8     |
| 24    | 45 a 49 | 12    |
| 12    | 40 a 44 | 24    |
| 12    | 35 a 39 | 12    |
| 24    | 30 a 34 | 20    |
| 4     | 25 a 29 | 8     |
| 0     | 20 a 24 | 8     |
| 0     | 15 a 19 | 12    |
| 20    | 10 a 14 | 12    |
| 8     | 5 a 9   | 12    |
| 16    | 0 a 4   | 20    |

## Economia
El 2007 la població en edat de treballar era de 329 persones, 241 eren actives i 88 eren inactives. De les 241 persones actives 225 estaven ocupades (125 homes i 100 dones) i 16 estaven aturades (9 homes i 7 dones). De les 88 persones inactives 31 estaven jubilades, 21 estaven estudiant i 36 estaven classificades com a «altres inactius».

### Ingressos
El 2009 a Saint-Sérotin hi havia 199 unitats fiscals que integraven 548,5 persones, la mediana anual d'ingressos fiscals per persona era de 17.987 €.

### Activitats econòmiques
Dels 13 establiments que hi havia el 2007, 1 era d'una empresa de fabricació d'altres productes industrials, 4 d'empreses de construcció, 2 d'empreses de comerç i reparació d'automòbils, 1 d'una empresa d'hostatgeria i restauració, 1 d'una empresa d'informació i comunicació, 2 d'empreses immobiliàries i 2 d'empreses de serveis.
Dels 6 establiments de servei als particulars que hi havia el 2009, 2 eren paletes, 1 fusteria, 1 lampisteria, 1 restaurant i 1 agència immobiliària.
L'any 2000 a Saint-Sérotin hi havia 6 explotacions agrícoles que ocupaven un total de 261 hectàrees.

## Equipaments sanitaris i escolars
El 2009 hi havia una escola elemental integrada dins d'un grup escolar amb les comunes properes formant una escola dispersa.

## Poblacions més properes
El següent diagrama mostra les poblacions més properes.